# Doris Bergen
Doris Leanna Bergen (ur. 19 października 1960) – kanadyjska naukowiec i historyk Holokaustu. Jest profesorem na Wydziale Studiów nad Holokaustem na Uniwersytecie w Toronto, jedynej katedrze poświęconej historii Holokaustu w Kanadzie. Bergen jest także członkiem Academic Advisory Committee of the Center for Advanced Holocaust Studies w United States Holocaust Memorial Museum. W 2018 roku została wybrana członkiem Royal Society of Canada.

## Wczesne życie i edukacja
Bergen jest pochodzenia niemieckiego i ukraińskiego, wychowała się  w Saskatchewan.  Po zdobyciu tytułu Bachelor of Arts na Uniwersytecie Saskatchewan, Bergen kształciła się na Uniwersytecie Alberty i Uniwersytecie Północnej Karoliny w Chapel Hill. Pisząc pracę doktorską w Karolinie Północnej, Bergen studiowała pod kierunkiem Gerharda Weinberga, profesora specjalizującego się w II wojnie światowej.

## Kariera
Bergen rozpoczęła karierę akademicką na Uniwersytecie Vermont w 1991 roku. Ucząc tam, Bergen była także wykładowcą wizytującym na uniwersytetach w Warszawie, Tuzli i Prisztinie. W 1996 r. Bergen została zatrudniona na wydziale historii Uniwersytetu Notre Dame. Specjalizowała się w historii Niemiec XX wieku, ze szczególnym uwzględnieniem epoki nazistowskiej i Holokaustu, oraz historii kobiet w Europie. W tym czasie Bergen opublikowała Twisted cross: the German Christian movement in the Third Reich, skupiając się na stosunku kościoła protestanckiego do nazizmu.
Rok później, w 1997 r., Bergen odbyła stypendium w zakresie badań archiwalnych w United States Holocaust Memorial Museum. W 1999 r. Bergen była pracownikiem naukowym w Instytucie Holokaustu i Cywilizacji Żydowskiej (Institute on the Holocaust and Jewish Civilization) na Northwestern University. Bergen zauważyła później, że jej zainteresowanie studiami nad Holokaustem wyrosło z jej osobistego związku ze społecznościami menonickimi. Koncentrując się na historiach Żydów podczas Holokaustu, Bergen interesowała się także często zapomnianymi grupami ofiar Holokaustu, takimi jak osoby niepełnosprawne, Romowie, sowieccy jeńcy wojenni i polscy cywile. Po powrocie do Notre Dame Bergen opublikowała War and Genocide: A Concise History of the Holocaust (Wojna i ludobójstwo: zwięzła historia Holokaustu) w 2003 r. W tej książce przeanalizowano różne doświadczenia przemocy różnych grup sprawców, ofiar i innych uczestników Holokaustu. Później zredagowała książkę o kapelanach wojskowych, wydaną przez University of Notre Dame Press. W 2006 r., przed urlopem, Bergen została wybrana przewodniczącą University Committee on Women Faculty and Students. W 2007 r. Bergen została mianowana profesorem zwyczajnym na Uniwersytecie w Toronto. Zastąpiła także Michaela Marrusa jako profesor studiów nad Holokaustem na Uniwersytecie w Toronto. Jest to jedyna ufundowana katedra w Kanadzie w dziedzinie historii Holokaustu. W następnym roku została odznaczona Graduate History Society Distinguished Service Award. Po roku akademickim 2009–2010 Bergen została wybrana na starszego wykładowcę w Massey College w Toronto.
W 2012 r. Bergen otrzymała nagrodę University of Toronto – Ludwik and Estelle Jus Memorial Human Rights Prize i została członkiem Akademickiego Komitetu Doradczego Centrum Zaawansowanych Studiów nad Holokaustem (Academic Advisory Committee of the Center for Advanced Holocaust Studies) w United States Holocaust Memorial Museum. Obejmując tę rolę, została również wybrana przez Jasona Kenneya na członka Rady Doradczej Międzynarodowej Grupy Zadaniowej ds. Edukacji, Pamięci i Badań nad Holokaustem (International Task Force on Holocaust Education, Remembrance and Research). Dwa lata później, w 2014 r., Bergen została powołana do zespołu projektowego Narodowego Pomnika Holokaustu. Ten pomnik w Ottawie został wyróżniony w 2018 r. przez American Institute of Architectsnagrodą New York Design Award.
W 2015 roku Bergen została wybrana jako jurorka nagrody Laura Shannon Prize. Dwa lata później Bergen współpracowała z fotografem Edwardem Burtynskim przy produkcji Chai, książki zawierającej zdjęcia z różnych miejsc Holokaustu w Niemczech, Austrii, Czechach, Polsce, na Litwie i Węgrzech. Następnie Bergen została jednym z jedenastu profesorów University of Toronto wybranych do Royal Society of Canada i zasiadała w komitecie politycznym University of Toronto na lata 2018–2019. Zasiada również w redakcyjnej radzie doradczej „Genocide Studies International” wydawanym przez University of Toronto Press.

## Wybrane publikacje
- Women, Gender, and the Church Struggle: The German Christian Movement’s Quest for a Manly Church (1992).
- Twisted Cross: The German Christian Movement in the Third Reich (University of North Carolina Press, 1996).
- The Sword of the Lord: Military Chaplains from the First to the Twenty-First Centuries (University of Notre Dame Press, 2004).
- (ed.), From Generation to Generation (Lessons and Legacies v. 8) (Northwestern University Press, 2008).
- The Holocaust: A New History (History Press Ltd, 2009).
- Alltag im Holocaust: Jüdisches Leben im Großdeutschen Reich 1941–1945 (Oldenbourg Wissenschaftsverlag: 2013).
- War and Genocide: A Concise History of the Holocaust (Rowman & Littlefield Publishers, 2016).